# روبرت فورست
روبرت فورست (بالفرنسية: Robert Forest)‏ هو دراج فرنسي، ولد في 18 نوفمبر 1961 في تولوز في فرنسا.

## وصلات خارجية
- روبرت فورست على موقع أرشيف الدراجات (الإنجليزية)
- روبرت فورست على موقع إحصائيات الدراجات الإحترافية (الإنجليزية)
- روبرت فورست على موقع CycleBase (الإنجليزية)